# Palmiarnia w Wałbrzychu
Palmiarnia w Wałbrzychu – palmiarnia o powierzchni ok. 1900 m², znajdująca się na terenie wałbrzyskiego Lubiechowa, przy ulicy Wrocławskiej 158. Jest to jeden z najstarszych obiektów tego typu w Polsce, wybudowany w latach 1911–1913 z polecenia Henryka XV von Pless. Palmiarnia, przy której funkcjonuje kawiarnia i sklep z roślinami, jest dostępna dla zwiedzających. W palmiarni rośnie ponad 250 gatunków roślin z całego świata. Ściany palmiarni od wewnątrz pokrywa tuf wulkaniczny z Etny.

## Historia

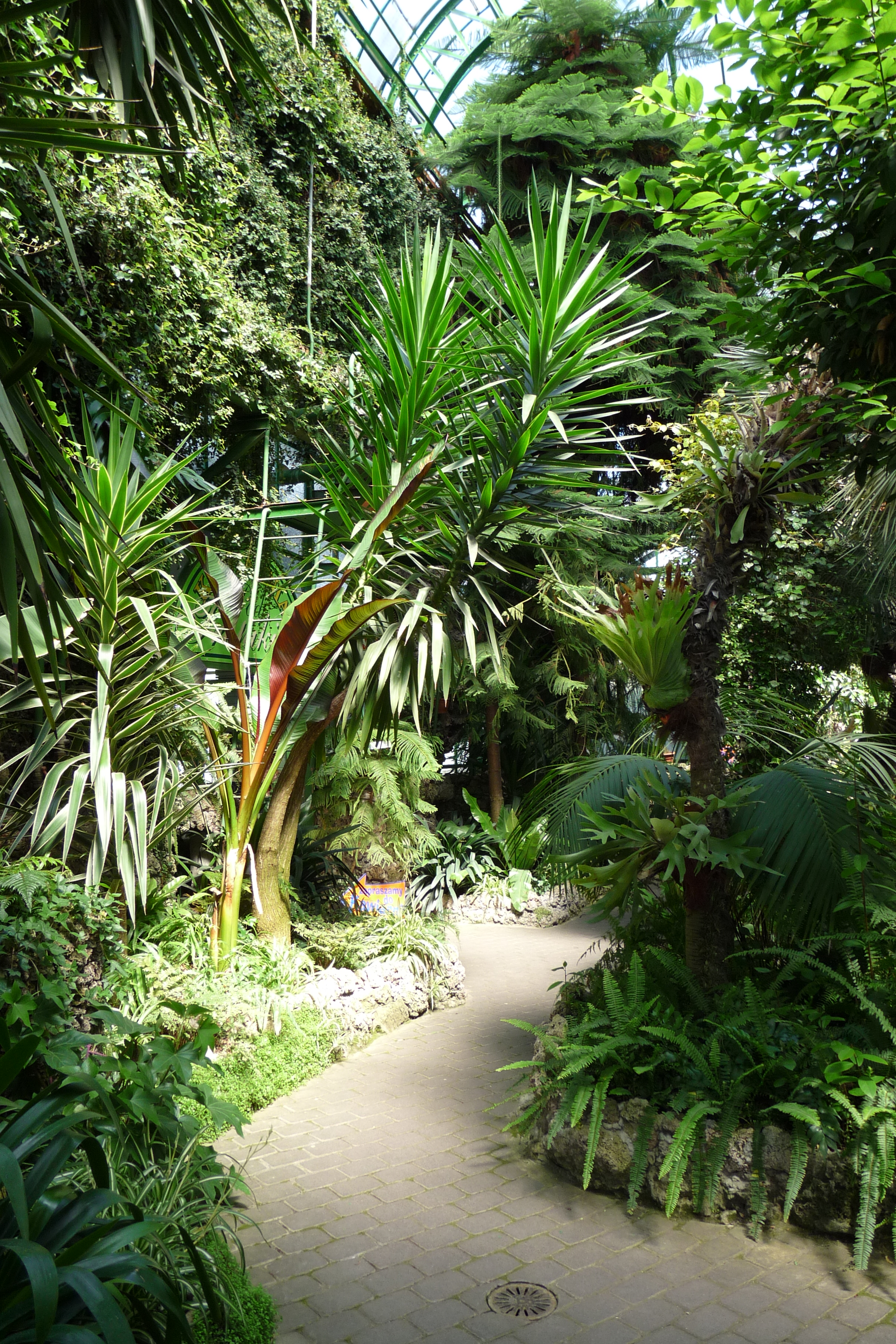
Wnętrze palmiarni, 2010 r.

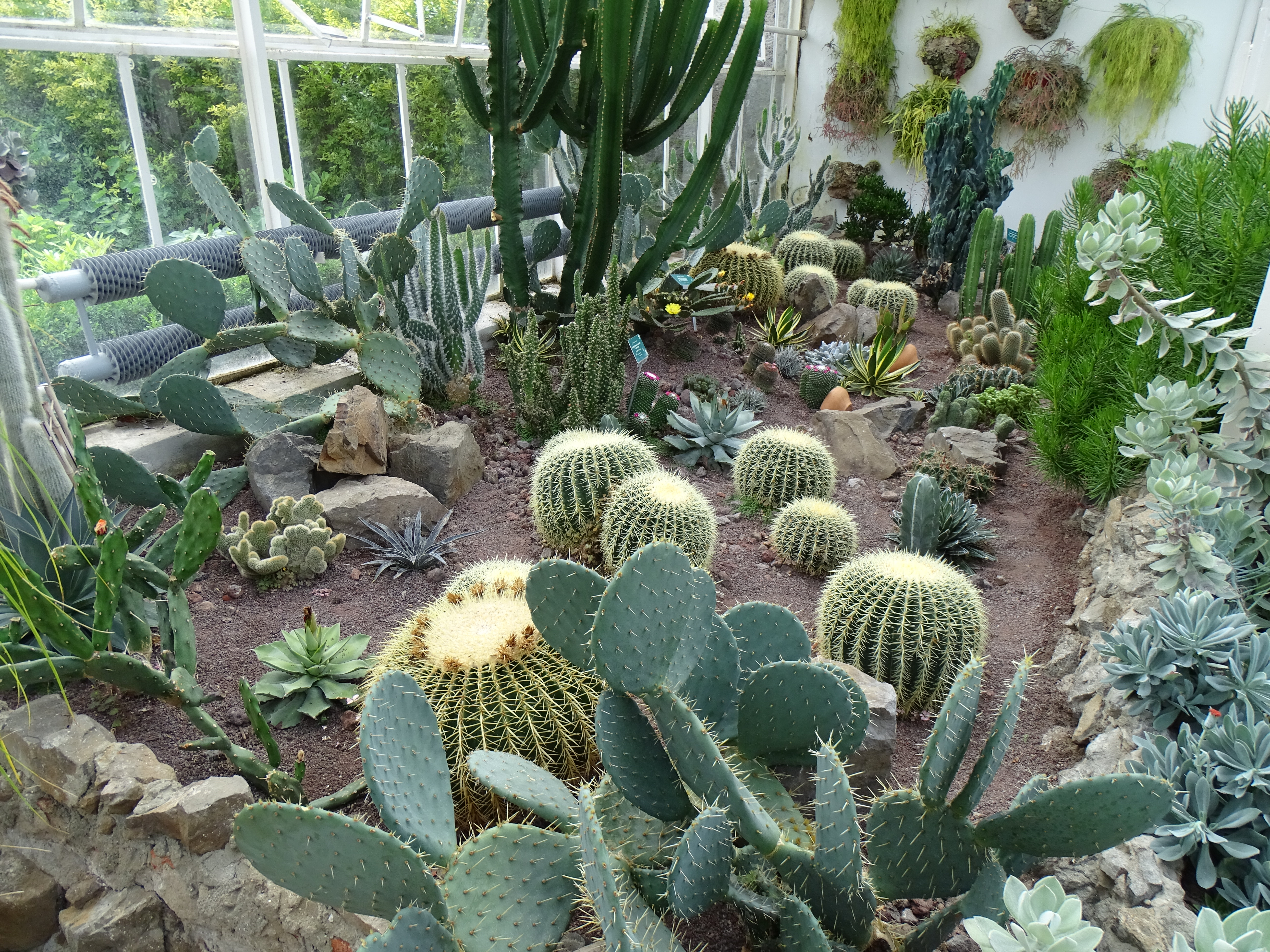
Ekspozycja kaktusów i sukulentów

Lubiechów został zakupiony w XVI wieku przez księcia Conrada von Hochberg. Od tego czasu był związany z rodem Hochbergów. Pod koniec XIX w. powstał pomysł wybudowania tzw. „zimowego ogrodu”, czyli palmiarni. Z polecenia Henryka XV von Pless palmiarnię wybudowano w latach 1911–1913. Kosztowne przedsięwzięcie pochłonęło 7 mln marek. Wnętrze obiektu wyłożono tufem wulkanicznym pochodzącym z sycylijskiego wulkanu Etna, wykorzystując go do formowania podłoża dla roślin. Kopuła budynku wznosiła się na wysokość 15 m. Przy palmiarni usytuowano ogród japoński, rosarium, ogród owocowo-warzywny i obszar do uprawy krzewów. Po ukończeniu budowy sprowadzono ok. 80 gatunków egzotycznych roślin. W 1963 zmodernizowano budynek, wymieniono ogrzewanie i oszklenie. W 1978 wydłużono szlak turystyczny do 500 m. Wymieniono część konstrukcji.
Od lipca 1994 do września 2012 roku właścicielem palmiarni była Agencja Nieruchomości Rolnych Skarbu Państwa. Obecnym właścicielem jest gmina Wałbrzych, która kupiła palmiarnię we wrześniu 2012 roku. Palmiarnia administrowana jest przez gminną spółkę Zamek Książ.

## Zabytek
Według rejestru wojewódzkiego palmiarnia, wraz ze szklarniami i otaczającymi ją budynkami oraz ogrodem, wpisana jest na listę zabytków województwa dolnośląskiego (nr rej. A/687 z 3.08.1994), jako zespół palmiarni stanowiący część zabudowań w zespole zamku Książ. W skład zabytkowego zespołu palmiarni wchodzą:
- palmiarnia i szklarnie,
- kotłownia,
- budynek administracyjny,
- budynek gospodarczy,
- budynek mieszkalny,
- ogród, 1911–1914 (zabytek nr A/1275 z 1.10.2009).